# Mănăstirea Valea Mare
Mănăstirea Valea Mare, purtând hramul „Sfântul Ioan Botezătorul”, este o mănăstire în satul Valea Mare din județul Covasna, România.